# Stigma (řecké písmeno)

Stigma — majuskulní a minuskulní varianta

Stigma (majuskulní podoba Ϛ, minuskulní podoba ϛ) je ligatura řeckých písmen sigma (Ϲ) (srpkovitá) a tau (Τ), ϹΤ, někdy používaná jako symbol pro řeckou číslici 6.
V moderních rodinách písma je majuskulní stigma velmi podobná sigmě na konci slova (ς), ale vršek bývá větší a roztahuje se více do pravé strany.

## Reprezentace v počítači
V Unicode je podporováno
- jak majuskulní forma
  - U+03DA GREEK LETTER STIGMA
- tak minuskulní forma
  - U+03DB GREEK SMALL LETTER STIGMA